# جمشید شمیرانی
جمشید شمیرانی (زادهٔ ۱۳۲۰ در تهران) نوازندهٔ تمبک اهل ایران است.
شمیرانی تعلیم یافته مکتب حسین تهرانی است او در سال ۱۳۳۹ شمسی برای ادامه تحصیل در رشته ریاضی به فرانسه رفت اما در مسیر دیگری قرار گرفت. او از بدو ورود در مرکز مطالعات شرقی وابسته به دانشگاه سوربون پاریس مشغول آموزش تمبک شد و در طول پانزده سال فعالیتش در این مرکز شاگردان بسیاری را که اکثراً غیر ایرانی بودند، تربیت کرد. علاوه بر این او در سال‌های اولیه اقامتش در فرانسه به جشن هنر شیراز نیز دعوت شد و ساز استادان بزرگی چون سعید هرمزی، غلامحسین بیگجه خانی، علی‌اصغر بهاری و… را با تمبک همراهی کرد. در اوایل دهه هفتاد میلادی نیز با داریوش طلایی، مجید کیانی، محمود تبریزی‌زاده و محمد موسوی نیز همکاری‌هایی داشته که حاصل آن چند سی دی است که از سوی رادیو فرانسه و دیگر موسسات نشر فرانسوی منتشر شده‌است. او همچنین حسین علیزاده و محمدرضا شجریان را نیز در تورهایشان همراهی کرده‌است.

## آثار و کنسرت‌های مشترک
شمیرانی با هنرمندان بنام اروپایی و غیر اروپایی نظیر:
- پیتر بروک
- رس دالی
- آنری آنیل
- ژان پیر دروئه
- سلیمان ترائوره
- عمر سوزا
- زامیر احمد

حاصل این همکاری‌ها بیش از ده‌ها سی دی منتشر شده و نیز کنسرت‌های بی شمار است که بسیاری از آن‌ها از ماندگارترین آثار موسیقی، به ویژه موسیقی تلفیقی، به‌شمار می‌روند.
آلبوم موسیقی «اشاره» اثری از جمشید شمیرانی توسط انتشارات ماهور منتشر شد، این مجموعه به پاس ۵۰ سال فعالیت هنری شمیرانی، در کشور زادگاهش منتشر می‌شود و تلاش شده‌است، مسیر حرکت هنری او در طول این سال‌ها و نیز تنوع تکنیک، اجراها و وسعت دید هنریِ وی را تا آنجا که ممکن است دربرگیرد.

## آلبوم هاو آثار مشترک داخل ایران
- دونوازی کمانچه و تمبک (محمود تبریزی‌زاده و جمشید شمیرانی)[۳]
- جلوه گل (آوازعلیرضا قربانی تمبک جمشید شمیرانی)
- دلگشا (تار داریوش طلایی تمبک جمشید شمیرانی)
- رنگ فرح (آواز رضوی سروستانی تمبک جمشید شمیرانی)
- اشاره

## گروه شمیرانی
گروه شمیرانی (Chemirani Ensemble) در سال ۱۹۹۸ با همکاری خانواده شمیرانی از جمله:
- بیژن شمیرانی
- جمشید شمیرانی
- مریم شمیرانی
- کیوان شمیرانی در خارج از کشور تشکیل شد.